# الجيلالي الفاضيلي
الجيلالي الفاضيلي (مواليد 1940) هو لاعب كرة قدم. يلعب مع منتخب المغرب لكرة القدم. سبق له أن لعب في كأس العالم لكرة القدم مع منتخب بلاده.

## روابط خارجية
- الجيلالي الفاضيلي على موقع الاتحاد الدولي (مؤرشف)  (الإنجليزية)
- الجيلالي الفاضيلي على موقع قاعدة بيانات كرة القدم.إي يو (الإنجليزية)
- الجيلالي الفاضيلي على موقع ناشيونال فوتبول تيمز (الإنجليزية)